# پرواز شماره ۱۸۳۴ بلاویا
پرواز شماره ۱۸۳۴ بلاویا (انگلیسی: Belavia Flight 1834) یک پرواز مسافربری بین‌المللی برنامه‌ریزی شده توسط بلاویا از ایروان، ارمنستان به مینسک، بلاروس بود. در صبح روز ۱۴ فوریه ۲۰۰۸ یک فروند بمباردیه اروسپیس با ۱۸ مسافر و ۳ کادر پرواز اندکی زمانی پس از برخاستن از فرودگاه بین‌المللی زوارتنوتس در نزدیکی ایروان، ارمنستان دچار حریق شد و سقوط کرد. این حادثه هیچ‌گونه تلفاتی نداشت. اما ۷ تن از مسافران برای درمان به بیمارستان منتقل شدند.
بال چپ جت هنگام برخاستن به باند فرودگاه برخورد کرده بود.

## مسافران
| ملیت     | مجموع |
| -------- | ----- |
| ارمنستان | ۱۰    |
| گرجستان  | ۵     |
| روسیه    | ۱     |
| اوکراین  | ۱     |
| بلاروس   | ۱     |
| مجموعاً   | ۱۸    |